# Gant anti-coupure
 (mai 2018).
Si vous disposez d'ouvrages ou d'articles de référence ou si vous connaissez des sites web de qualité traitant du thème abordé ici, merci de compléter l'article en donnant les références utiles à sa vérifiabilité et en les liant à la section « Notes et références ».

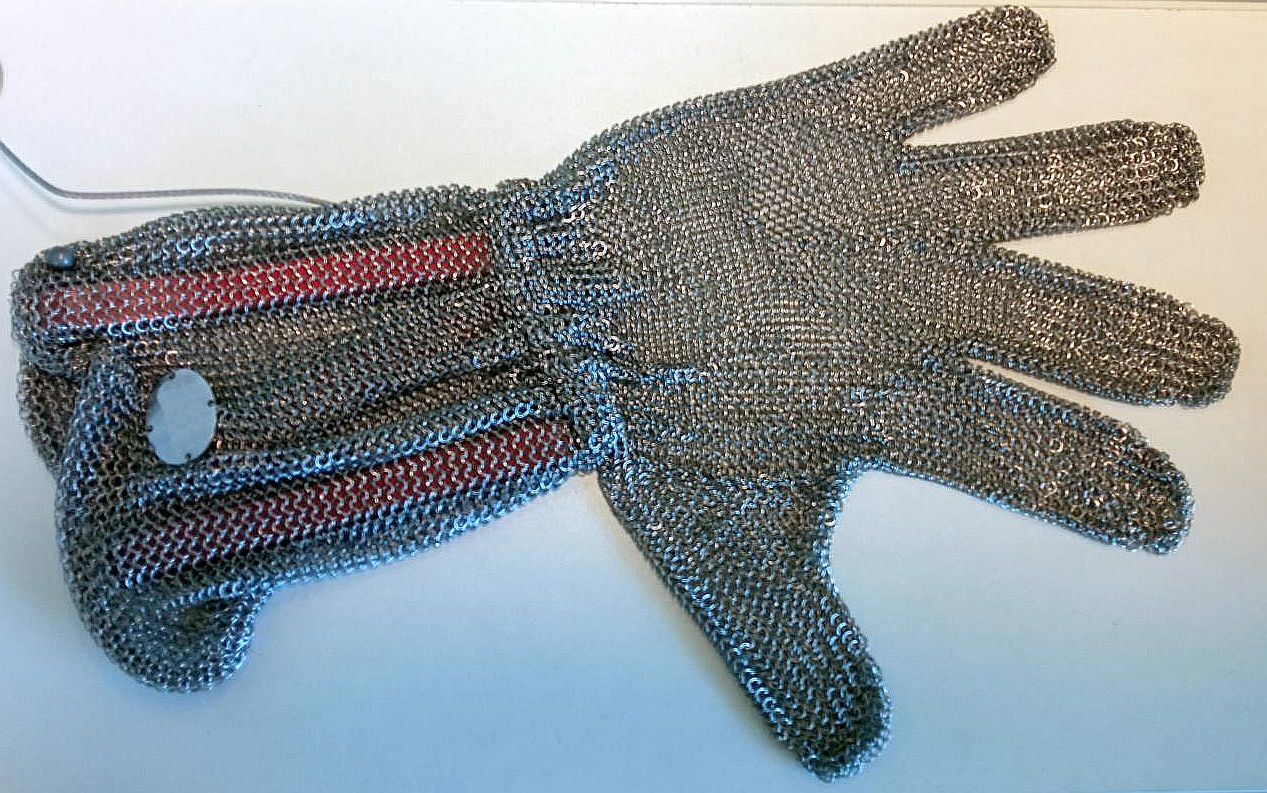
Gant anti-coupure en cotte de mailles de poissonnier.

Les gants anti-coupure appelés aussi gants anti-couteau ou gants anti-perforation sont des gants conçus pour protéger les mains de l'utilisateur contre les coupures lorsqu'il travaille avec des outils tranchants. Ils peuvent être divisés en gants en cotte de mailles, en gants coupés-cousus et en gants tricotés sans couture.
Les gants en maille métallique sont une forme de cotte de mailles et sont faits d'un assemblage d'anneaux en acier inoxydable. Ils sont généralement utilisés dans les applications alimentaires (boucherie, poissonnerie).
Les gants coupés-cousus peuvent être faits d'un matériau résistant aux coupures ou de matériaux conventionnels avec une doublure pleine ou palmaire de matériaux résistants aux coupures. Les matériaux sont coupés et cousus pour former un gant.
Les gants tricotés sans couture sont tricotés en une seule pièce par une machine à tricoter rectiligne. La protection contre les coupures est assurée par des matériaux de haute performance tels que Para aramid (Twaron, Kevlar), HPPE (High Performance Polyéthylène, Dyneema, Spectra), fils spéciaux PVA (SupraBlock) ou fils d'acier et de fibre de verre. Les gants épais sont généralement tricotés sur une machine de calibre 10, tandis que les modèles plus fins et plus souples sont tricotés sur une machine de calibre 13. Les gants sont généralement enduits d'un latex solide ou moussé, de nitrile ou de polyuréthane.

## Résistance à la coupure
La résistance à la coupure a de nombreuses aspects telles que la existence à la force, la direction, l'acuité de la lame, la longueur de la coupe et la flexibilité de l'objet. Différents produits devraient être considérés en fonction du type de risque de coupure et de l'environnement auxquels les usagers sont censés être confrontés.

## Normes
La résistance à la coupure est évaluée par la norme EN388:2003 ou la norme ISO 13997. L'EN388 utilise une lame rotative circulaire de 40 mm de diamètre qui tourne dans le sens contraire du mouvement. La lame se déplace d'avant en arrière sur une petite distance d'environ 50mm avec une charge de 5N. Les nombres de cycles de coupe sont enregistrés et comparés à un tissu témoin en coton. La résistance à la coupure est évaluée entre 0-5 selon le nombre de cycles ; "0"=0-1,2, "1"=1,2-2,5, "2"=2,5-5,0, "3"=5,0-10,0, "4"=10,0-20,0, "5"=20,0.
La norme EN388 devrait être mise à jour en 2016 ou 2017, le changement le plus important étant l'introduction du concept ISO 13997. La nouvelle norme EN 388:2016( ?) incorporera une lettre A-F pour indiquer la résistance à la coupure de A<2N, B<5N, C<10N, D<15N, E<22N et F<30N. Ceci est plus conforme à la nouvelle norme américaine ANSI 105-15 qui utilise un système de A1-A9 avec un intervalle ressemblant étroitement à la norme EN 388:2016( ?) mais ajoutant 3 niveaux plus élevés de A7>4000g, A8>5000g et A9>6000G.